# Angelika Bengtsson
Angelika Beatrice Bengtsson, född 20 mars 1990 i Sankt Johannes församling i Malmö, är en svensk politiker (sverigedemokrat). Hon är ordinarie riksdagsledamot sedan 2014, invald för Stockholms kommuns valkrets sedan 2022 (tidigare invald för Stockholms kommuns valkrets 2014–2018 och Blekinge läns valkrets 2018–2022).

## Biografi
Bengtsson växte upp i Malmö och är utbildad dansare från Kungliga Svenska Balettskolan, klassisk linje. Därefter har hon börjat studera till arbetsterapeut.[källa behövs]
Hon är riksdagsledamot sedan valet 2014. I riksdagen är hon ledamot i kulturutskottet sedan 2014 och i Nordiska rådets svenska delegation sedan 2018 (efter att ha varit suppleant 2016–2018) samt suppleant i EU-nämnden, socialutskottet och utrikesutskottet.
Bengtsson är sedan 2021 idrottspolitisk talesperson för Sverigedemokraterna, och har bland annat drivit frågor som erkännande av e-sport som idrott, uttryckt tvekan för att anordna vinter-OS i Sverige samt föreslagit straffskärpningar för matchfixning.
Hon har av bedömare pekats ut som en företrädare för den s.k. "ansvarslinjen" i Sverigedemokraterna, med vilket menas att anpassa tonläget för att framstå som ett regeringsdugligt parti.